# Atresia tricuspídea

Vista frontal de un corazón humano normal. Las flechas blancas indican el flujo normal de la sangre. 1. Aurícula derecha; 2. Aurícula izquierda; 3. Vena cava superior; 4. Arteria aorta; 5. Arterias pulmonares, izquierda y derecha; 6. Venas pulmonares; 7. Válvula mitral; 8. Válvula aórtica; 9. Ventrículo izquierdo; 10. Ventrículo derecho; 11. Vena cava inferior; 12. Válvula tricúspide; 13. Válvula pulmonar.

La atresia tricuspídea en una enfermedad del corazón que está presente en el momento del nacimiento por lo que se engloba dentro de las cardiopatías congénitas.
Se caracteriza por la ausencia total de válvula tricúspide, lo que impide el paso de la sangre de la aurícula derecha al ventrículo derecho. El ventrículo derecho está poco desarrollado y su tamaño es inferior al normal. 
La válvula tricúspide conecta en circunstancias normales la aurícula derecha con el ventrículo derecho, de donde parte la corriente sanguínea en dirección a los pulmones a través de la arteria pulmonar.
En la atresia tricuspídea, la sangre no puede alcanzar la arteria pulmonar siguiendo su camino habitual. Solo puede hacerlo mediante una conexión anómala entre el ventrículo izquierdo y derecho (comunicación interventricular) o bien a través de un ductus arterioso persistente que conecte la arteria aorta con la arteria pulmonar, existe también necesariamente una comunicación entre las dos aurículas o comunicación interauricular. Por lo tanto la atresia tricuspídea puede considerarse una de las malformaciones congénitas más complejas.
Los enfermos presentan cianosis (color azulado de la piel) e hipoxemia (disminución de oxígeno en la sangre arterial). No existen soplos cardiacos y no es frecuente la insuficiencia cardiaca.

## Presentación
- cianosis progresiva
- mala alimentación
- taquipnea durante las primeras 2 semanas de vida
- soplo holosistólico debido a la VSD
- desviación del eje izquierdo en la electrocardiografía e hipertrofia ventricular izquierda (ya que debe bombear sangre a los sistemas pulmonar y sistémico)
- Corazón normal o levemente agrandado

## Tratamiento
El tratamiento recomendado es quirúrgico. Mediante la llamada operación de Fontan de la que existen diversas variantes, se conecta directamente la aurícula derecha a la arteria pulmonar y se cierra la comunicación interauricular.